# Lupita Nyong'o
Lupita Amondi Nyong'o Buyu (n. 1 martie 1983) este o actriță și regizoare cu dublă cetățenie, kenyană și mexicană.  A debutat ca actriță în 2008, în filmul de scurtmetraj East River, iar ulterior în serialul kenyan Shuga (2009). În 2009, Nyong'o a scris produs și regizat filmul documentar In My Genes.

## Biografie
În 2013 Lupita a jucat primul său rol într-un film de lung metraj, drama istorică 12 Years a Slave. Pentru rolul său din acest film, ea a fost aclamată pozitiv și a primit Premiul Oscar pentru cea mai bună actriță în rol secundar, și multe alte premii și nominalizări. În 2014, revista People a numit-o "cea mai frumoasă femeie din lume".

## Filmografie

### Ca actriță

#### Film
| An   | Titlu                            | Rol                 | Note                |
| ---- | -------------------------------- | ------------------- | ------------------- |
| 2008 | East River                       | F                   | Film de scurtmetraj |
| 2013 | 12 Years a Slave                 | Patsey              |                     |
| 2014 | Non-Stop                         | Gwen Lloyd          |                     |
| 2015 | Star Wars: The Force Awakens     | Maz Kanata          |                     |
| 2016 | The Jungle Book                  | Raksha (voice)      |                     |
| 2016 | Queen of Katwe                   | Nakku Harriet       |                     |
| 2017 | Star Wars: The Last Jedi         | Maz Kanata          | Cameo               |
| 2018 | Black Panther                    | Nakia               |                     |
| 2019 | Little Monsters                  | Miss Caroline       |                     |
| 2019 | Us                               | Adelaide Wilson/Red |                     |
| 2019 | Star Wars: The Rise of Skywalker | Maz Kanata          | Post-producție      |

#### Televiziune
| An        | Titlu                       | Rol        | Note                                                       |
| --------- | --------------------------- | ---------- | ---------------------------------------------------------- |
| 2009–2012 | Shuga                       | Ayira      | Lead role (Season 1–2)                                     |
| 2016      | Lip Sync Battle             | Herself    | Episode: "Lupita Nyong'o vs. Regina Hall"                  |
| 2017–2018 | Star Wars Forces of Destiny | Maz Kanata | Voice role; Main role                                      |
| 2018      | Star Wars Rebels            | Maz Kanata | Voice (archive recording) Episode "A World Between Worlds" |

#### Jocuri video
| An   | Titlu                             | Rol de voce |
| ---- | --------------------------------- | ----------- |
| 2016 | Lego Star Wars: The Force Awakens | Maz Kanata  |

### Ca membră a echipei de producție
| An   | Titlu                    | Rol                                   | Note             |
| ---- | ------------------------ | ------------------------------------- | ---------------- |
| 2005 | The Constant Gardener    | Production assistant                  |                  |
| 2006 | The Namesake             | Production assistant                  |                  |
| 2007 | Where God Left His Shoes | Production assistant                  |                  |
| 2009 | In My Genes              | Director, writer, producer and editor | Documentary film |
| 2009 | The Little Things You Do | Regizor                               | Music video      |

## Premii și nominalizări
| An   | Premiu                                      | Categorie                                                      | Lucrare          | Rezultat     |
| ---- | ------------------------------------------- | -------------------------------------------------------------- | ---------------- | ------------ |
| 2013 | AACTA International Awards                  | Best Actress in a Supporting Role                              | 12 Years a Slave | Nominalizare |
| 2013 | African-American Film Critics Association   | Best Breakout Performance                                      | 12 Years a Slave | Câștigat     |
| 2013 | Alliance of Women Film Journalists          | Best Actress in a Supporting Role                              | 12 Years a Slave | Câștigat     |
| 2013 | Alliance of Women Film Journalists          | Best Ensemble Cast                                             | 12 Years a Slave | Nominalizare |
| 2013 | Austin Film Critics Association             | Best Actress in a Supporting Role                              | 12 Years a Slave | Câștigat     |
| 2013 | BAFTA Awards                                | Best Actress in a Supporting Role                              | 12 Years a Slave | Nominalizare |
| 2013 | BAFTA Awards                                | BAFTA Rising Star Award                                        | 12 Years a Slave | Nominalizare |
| 2013 | Boston Online Film Critics Association      | Best Actress in a Supporting Role                              | 12 Years a Slave | Câștigat     |
| 2013 | Boston Society of Film Critics              | Best Actress in a Supporting Role                              | 12 Years a Slave | Nominalizare |
| 2013 | Broadcast Film Critics Association          | Best Actress in a Supporting Role                              | 12 Years a Slave | Câștigat     |
| 2013 | Broadcast Film Critics Association          | Best Acting Ensemble                                           | 12 Years a Slave | Nominalizare |
| 2013 | Central Ohio Film Critics Association       | Best Actress in a Supporting Role                              | 12 Years a Slave | Nominalizare |
| 2013 | Central Ohio Film Critics Association       | Best Ensemble                                                  | 12 Years a Slave | Nominalizare |
| 2013 | Chicago Film Critics Association            | Best Actress in a Supporting Role                              | 12 Years a Slave | Câștigat     |
| 2013 | Dallas–Fort Worth Film Critics Association  | Best Actress in a Supporting Role                              | 12 Years a Slave | Câștigat     |
| 2013 | Denver Film Critics Society                 | Best Actress in a Supporting Role                              | 12 Years a Slave | Nominalizare |
| 2013 | Detroit Film Critics Society                | Best Actress in a Supporting Role                              | 12 Years a Slave | Nominalizare |
| 2013 | Detroit Film Critics Society                | Best Ensemble                                                  | 12 Years a Slave | Nominalizare |
| 2013 | Dorian Awards                               | Film Performance of the Year - Actress                         | 12 Years a Slave | Nominalizare |
| 2013 | Empire Awards                               | Best Supporting Actress                                        | 12 Years a Slave | Nominalizare |
| 2013 | Empire Awards                               | Best Female Newcomer                                           | 12 Years a Slave | Nominalizare |
| 2013 | Florida Film Critics Circle                 | Best Actress in a Supporting Role                              | 12 Years a Slave | Câștigat     |
| 2013 | Georgia Film Critics Association            | Best Actress in a Supporting Role                              | 12 Years a Slave | Câștigat     |
| 2013 | Georgia Film Critics Association            | Best Breakthrough Performance                                  | 12 Years a Slave | Nominalizare |
| 2013 | Georgia Film Critics Association            | Best Ensemble                                                  | 12 Years a Slave | Nominalizare |
| 2013 | Gold Derby Award                            | Breakthrough Performer                                         | 12 Years a Slave | Câștigat     |
| 2013 | Gold Derby Award                            | Best Ensemble                                                  | 12 Years a Slave | Nominalizare |
| 2013 | Gold Derby Award                            | Best Supporting Actress                                        | 12 Years a Slave | Câștigat     |
| 2013 | Golden Globe Awards                         | Best Supporting Actress – Motion Picture                       | 12 Years a Slave | Nominalizare |
| 2013 | Hamptons International Film Festival        | Breakthrough Performer                                         | 12 Years a Slave | Câștigat     |
| 2013 | Hollywood Film Festival                     | New Hollywood Award                                            | 12 Years a Slave | Câștigat     |
| 2013 | Houston Film Critics Society                | Best Actress in a Supporting Role                              | 12 Years a Slave | Câștigat     |
| 2013 | IGN Awards                                  | Best Movie Actress                                             | 12 Years a Slave | Nominalizare |
| 2013 | Indiana Film Journalists Association        | Best Actress in a Supporting Role                              | 12 Years a Slave | Nominalizare |
| 2013 | International Cinephile Society             | Best Actress in a Supporting Role                              | 12 Years a Slave | Nominalizare |
| 2013 | International Cinephile Society             | Best Ensemble                                                  | 12 Years a Slave | Nominalizare |
| 2013 | Iowa Film Critics                           | Best Actress in a Supporting Role                              | 12 Years a Slave | Câștigat     |
| 2013 | Kansas City Film Critics Circle             | Best Actress in a Supporting Role                              | 12 Years a Slave | Câștigat     |
| 2013 | Las Vegas Film Critics Society              | Best Actress in a Supporting Role                              | 12 Years a Slave | Câștigat     |
| 2013 | Los Angeles Film Critics Association        | Best Actress in a Supporting Role                              | 12 Years a Slave | Câștigat     |
| 2013 | MTV Movie Awards                            | Best Female Performance                                        | 12 Years a Slave | Nominalizare |
| 2013 | National Society of Film Critics Awards     | Best Actress in a Supporting Role                              | 12 Years a Slave | Nominalizare |
| 2013 | Nevada Film Critics Society                 | Best Actress in a Supporting Role                              | 12 Years a Slave | Nominalizare |
| 2013 | New York Film Critics Circle                | Best Actress in a Supporting Role                              | 12 Years a Slave | Nominalizare |
| 2013 | North Texas Film Critics Association        | Best Actress in a Supporting Role                              | 12 Years a Slave | Nominalizare |
| 2013 | Oklahoma Film Critics Circle                | Best Actress in a Supporting Role                              | 12 Years a Slave | Nominalizare |
| 2013 | Online Film Critics Society                 | Best Actress in a Supporting Role                              | 12 Years a Slave | Câștigat     |
| 2013 | Phoenix Film Critics Society                | Best Actress in a Supporting Role                              | 12 Years a Slave | Câștigat     |
| 2013 | Phoenix Film Critics Society                | Best Acting Ensemble                                           | 12 Years a Slave | Nominalizare |
| 2013 | San Diego Film Critics Society              | Best Actress in a Supporting Role                              | 12 Years a Slave | Nominalizare |
| 2013 | San Diego Film Critics Society              | Best Performance by an Ensemble                                | 12 Years a Slave | Nominalizare |
| 2013 | San Francisco Film Critics Circle           | Best Actress in a Supporting Role                              | 12 Years a Slave | Nominalizare |
| 2013 | Screen Actors Guild Awards                  | Outstanding Performance by a Female Actor in a Supporting Role | 12 Years a Slave | Câștigat     |
| 2013 | Screen Actors Guild Awards                  | Outstanding Performance by a Cast in a Motion Picture          | 12 Years a Slave | Nominalizare |
| 2013 | Southeastern Film Critics Association       | Best Ensemble                                                  | 12 Years a Slave | Nominalizare |
| 2013 | St. Louis Gateway Film Critics Association  | Best Actress in a Supporting Role                              | 12 Years a Slave | Câștigat     |
| 2013 | Toronto Film Critics Association            | Best Actress in a Supporting Role                              | 12 Years a Slave | Nominalizare |
| 2013 | Utah Film Critics Association               | Best Actress in a Supporting Role                              | 12 Years a Slave | Nominalizare |
| 2013 | Vancouver Film Critics Circle               | Best Actress in a Supporting Role                              | 12 Years a Slave | Nominalizare |
| 2013 | Washington DC Area Film Critics Association | Best Actress in a Supporting Role                              | 12 Years a Slave | Câștigat     |
| 2014 | Academy Awards                              | Best Supporting Actress                                        | 12 Years a Slave | Câștigat     |
| 2014 | MTV Africa Music Awards 2014                | Personality of the Year                                        | Herself          | În așteptare |
| 2014 | BET Awards 2014                             | Best Actress                                                   | Herself          | În așteptare |